# 尼茨基多爾夫鄉
45°34′57″N 21°31′51″E / 45.58250°N 21.53083°E
尼茨基多爾夫鄉（羅馬尼亞語：Comuna Nițchidorf, Timiș），是羅馬尼亞的鄉份，位於該國西部，由蒂米什縣負責管轄，面積64平方公里，海拔高度124米，2002年人口1,570，人口密度每平方公里24人。2009年诺贝尔文学奖得主赫塔·米勒生于此地。